# Witham
Witham – miasto i civil parish w Wielkiej Brytanii, w Anglii, w regionie East of England, w hrabstwie Essex, w dystrykcie Braintree. W 2011 roku civil parish liczyła 25 353 mieszkańców. Witham jest wspomniana w Domesday Book (1086) jako Witham.

## Miasta partnerskie
- Waldbröl